# Il volto della morte
Il volto della morte (Face of Evil) è un film per la televisione del 1996 diretto da Mary Lambert.

## Trama
Darcy Palmer, una giovane pittrice di scarso successo uccide una studentessa, sostituendo a lei in un college esclusivo. Qui si fa presto conoscenza con Russell Polk, padre della sua compagna di stanza Jeanelle che, decide di introdurla nel mondo dei collezionisti d'arte, fino ad scoprire l'amara verità su di lei.